# Râul Scorota cu Apă
Râul Scorota cu Apă este unul din cele două brațe care formează Râul Scorota. 

## Hărți
- Harta Munții Vâlcan Arhivat în 15 iunie 2011, la Wayback Machine.
- Harta Munții Retezat Arhivat în 10 iulie 2012, la Wayback Machine.
- Harta județului Hunedoara